# Palazzo Ottolini
Palazzo Ottolini è un edificio civile che sorge nell'omonima piazzetta a Verona, nel centro cittadino, non distante dall'Adige e da porta Borsari. Fu commissionato dai conti Ottolini.

## Storia e descrizione
Nel 1519 i marchesi Gherardini decisero di vendere, per 900 ducati, una palazzina che possedevano all'interno delle mura cittadine. Ad acquistarla fu Giovanni Ottolini, esponente della ricca famiglia Ottolini. A dare al palazzo l'aspetto attuale fu però Antonio, figlio di Giovanni, che ampliò notevolmente l'edificio facendo demolire le vecchie casupole che vi sorgevano attorno. In questo modo il palazzo assurgeva a dimora nobiliare e divenne ben presto la dimora cittadina della famiglia, che aveva nel frattempo ottenuto, insieme al titolo di conte, l'investitura del feudo di Custoza. Il palazzo subì importanti modifiche durante la seconda guerra mondiale: nel 1945, in seguito ai bombardamenti aerei, crollarono infatti due ali dell'edificio.
L'edificio presenta due facciate: una prospiciente piazzetta Ottolini; l'altra su lungadige Panvinio, che un tempo era lambita dal fiume Adige. La facciata che prospetta sulla piazzetta è caratterizzata da un portale decorato con lo stemma della nobile famiglia Ottolini e un balcone al piano nobile.

## Ville e palazzi della famiglia
- Palazzo Ottolini in piazza Brà, Verona
- Villa Ottolini a San Floriano
- Villa Ottolini a Custoza
- Villa Ottolini a Arcole